# Feni (rivier)
De Feni (ফেনী নদী Feni Nodi) is een 140 km lange, sterk meanderende rivier die stroomt in India en in Bangladesh.

De Feni ontspringt in de Indiase staat Tripura nabij de grens met Bangladesh en is dan grensrivier tussen India en Bangladesh tot Noah-Para, vanwaar af de rivier volledig in Bangladesh stroomt tot aan de monding in de Golf van Bengalen.
De rivier is voor kleine scheepjes bevaarbaar over de onderste 80 km. De afvoer van de rivier is zeer variabel door het moessonklimaat. Er is in de rivier nogal wat sedimentatie door kappen van bos in de bovenloop.
Er is voortdurend een conflict tussen India en Bangladesh over het gebruik van water (voor irrigatie) van de rivier.
In 2006 is er een vorm van overeenkomst gesloten over bescherming tegen overstroming door hoogwater en gebruik van het irrigatiewater.

## Sabroom
De Indiase stad Sabroom ligt ca 40 km stroomopwaarts vanaf de monding van de rivier, en is in principe met kleine schepen bereikbaar vanaf de zee. Hiervoor zou kanalisatie van de Feni nodig zijn. In 2007 zijn hiervoor plannen geopperd, maar door de politieke tegenstellingen tussen India en Bangladesh is daar nooit iets van gekomen.
Wel is er overeenstemming bereikt voor de bouw van een brug over de Feni in Sabroom. De bouw is gestart in 2010
met de aanleg van een hulpbrug. In 2015 is de "eerste steen" gelegd door de Indiase eerste minister Narendra Modi en premier van Bangladesh Hasina Wajed.
In 2017 is begonnen aan de definitieve (4 strooks) brug. De brug is inmiddels gereed, maar er wordt (anno 2018) nog gewerkt aan de aan- en afvoerwegen.

## Bruggen over de Feni in Bangladesh
Bij Barautargat wordt de Feni gekruist door de spoorweg en snelweg van Dhaka naar Chittagong. Hiervoor zijn bruggen gebouwd. Dit zijn vrij hoge (vaste) bruggen die scheepvaartverkeer onder de brug door mogelijk maken.

## Fenidam
De Feni is van de zee afgesloten door de Fenidam. Deze dam is in 1985 aangelegd om overstromingen door cyclonen in de benedenloop van de Feni tegen te gaan en om een groot gebied geschikt te maken voor landbouw. Een bijzonderheid is dat deze dam grotendeels met handkracht is aangelegd.
Tussen de Fenidam en de Golf van Bengalen is het een getijrivier. 

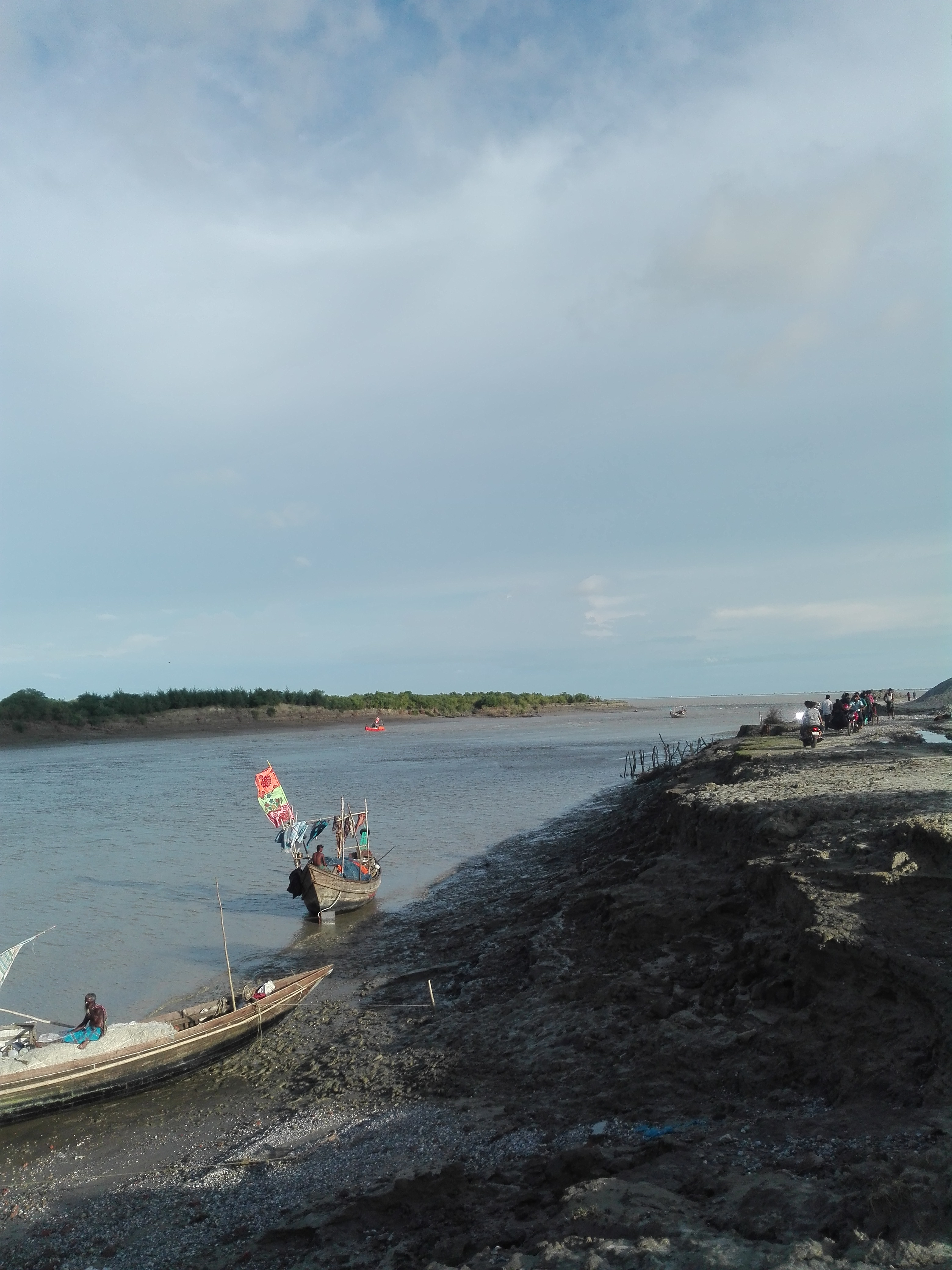
Kleine Feni

## Kleine Feni
De kleine Feni (Little Feni, Choto Feni) is een zijrivier van de Feni die benedenstrooms van de Fenidam in de Feni uitkomt. De Kleine Feni is ook door een dam afgesloten van de Golf van Bengalen (Mushapur Regulator). Informatie over deze dam staat bij Fenidam.